# Schronisko Dudowe
Schronisko Dudowe (Schronisko VI) – jaskinia, a właściwie schronisko, w Dolinie Chochołowskiej w Tatrach Zachodnich. Wejście do niej znajduje się w Dolinie Dudowej, w Dudowych Spadach, w pobliżu Dudowej Studni, na wysokości 1498 metrów n.p.m. Jaskinia jest pozioma, a jej długość wynosi 7 metrów.

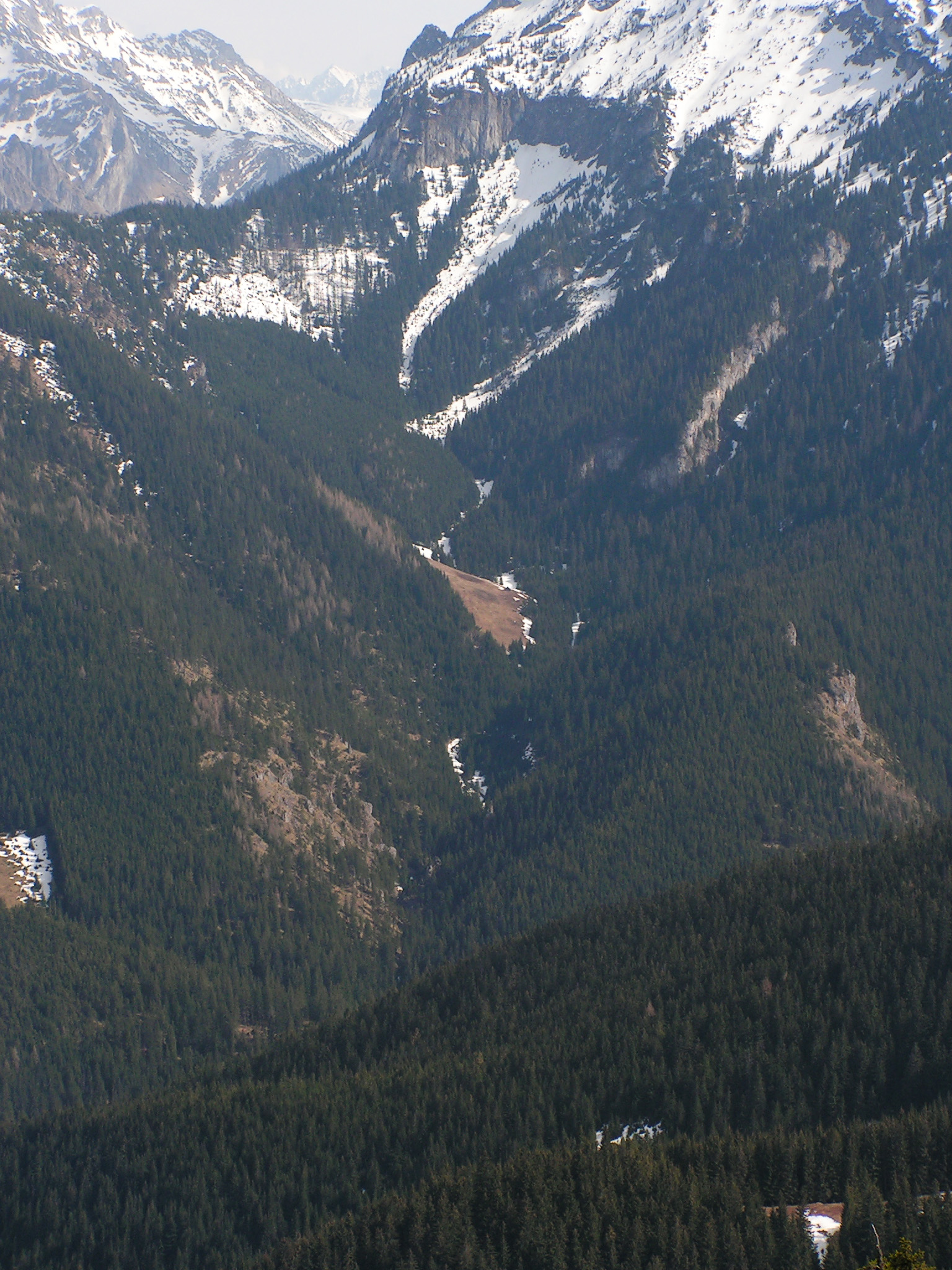
Dolina Dudowa. Na wprost ponad doliną Dudowe Spady

## Opis jaskini
Jaskinię stanowi wąski, poziomy i szczelinowy korytarzyk zaczynający się w dużym otworze wejściowym, a kończący szczeliną nie do przejścia.

## Przyroda
W jaskini można spotkać nacieki grzybkowe. Ściany są suche, rosną na nich mchy i porosty.

## Historia odkryć
Jaskinię odkryli Z. Biernacki, A. Wosiński i M. Żelechowski ze Speleoklubu Częstochowa w 1966 roku. Pierwszy jej plan i opis sporządził Z. Biernacki w 1967 roku.